# Ellen Waller
Ellen Waller (6 maart 1911 - 3 mei 1995) was een Nederlandse filmcritica en filmjournalist van Duitse afkomst. Haar kritieken zijn richtinggevend geweest voor veel Nederlandse filmmakers en het Nederlandse filmpubliek.

## Persoonlijk
Ellen Waller werd geboren als Ellen Zlata Kahn in Sofia (Bulgarije) als kind van Julius Kahn (1878-1979), een Duitse bankier, en Dela Maas (1878-1981). Het gezin verhuisde vanwege het werk van haar vader naar Keulen en later naar Amsterdam, waar zij naar de MMS ging. Zij haalde het staatsexamen gymnasium alfa en studeerde aan de Universiteit van Amsterdam economie en Engelse taal- en letterkunde. Als studente was zij lid van de Amsterdamsche Vrouwelijke Studentenvereeniging AVSV. In het archief van de AVSV, dat is ondergebracht bij de Bijzondere Collecties van de Universiteit van Amsterdam, bevindt zich het script van het door haar geschreven toneelstuk De Amazone, dat in 1932 is opgevoerd en een bescheiden succes heeft beleefd.

## Carrière
Haar eerste filmkritiek schreef zij voor het studentenblad Propria Cures, waar zij onder het Bulgaarse pseudoniem Istoschna (Исто schna, "het is eerlijk") over een scala van onderwerpen schreef. In 1938 werd zij aangenomen als leerling-journaliste bij de NRC en begon zij regelmatig artikelen over film te schrijven.
De familie Kahn was joods en Wallers ouders zijn in 1938 naar de Verenigde Staten geëmigreerd. Zij had toen al de ook joodse Gerry Waller (Gert Israël Waller, 17 oktober 1912 - 17 november 1994) ontmoet met wie ze in 1942 is getrouwd. Gerry Waller was afkomstig uit Berlijn, beschikte niet over een paspoort en kon om die reden niet mee naar New York. Ellen Waller heeft daarom besloten in Nederland te blijven en niet met haar ouders mee te emigreren. Het echtpaar Waller is in 1943 door de nazi's naar Westerbork getransporteerd en vandaar, in 1944, naar het concentratiekamp Bergen Belsen. Zij hebben dat kamp allebei overleefd en zijn in 1945 teruggekomen in Amsterdam.
Waller is toen begonnen filmkritieken te schrijven voor het Algemeen Handelsblad, waarmee zij is doorgegaan tot 1954. In dat jaar is zij haar echtgenoot, die daar een baan kon krijgen, naar Londen gevolgd en vandaar uit schreef zij theaterkritieken voor het Algemeen Handelsblad en stukken over allerlei andere zaken voor De Haagse Post. Na hun terugkeer in Amsterdam is Waller doorgegaan met haar filmkritieken voor de krant en vanaf 1968 was ze verantwoordelijk voor de filmpagina van het Algemeen Handelsblad, daarna NRC-Handelsblad. Daaraan werkte haar echtgenoot, die al met enige regelmaat over film schreef in het Amerikaanse blad Variety, ook mee. Begin jaren tachtig is zij, na een hooglopend conflict met de kunstredactie, met pensioen gegaan. Zij schreef nog sporadisch voor De Filmkrant en bleef de ontwikkelingen in de film volgen, maar zij schreef er niet meer over. Wel heeft zij nog tot op hoge leeftijd als adviseur meegewerkt aan de beoordeling van scripts voor het Mediafonds (toen Stimuleringsfonds Nederlandse Culturele Omroepproducties)
Ellen Waller-Kahn is op 3 mei 1995 gestorven in Amsterdam, vier maanden na haar echtgenoot Gerry Waller, eveneens filmcriticus.
De film Tot ziens van Heddy Honigmann is aan het echtpaar Waller opgedragen.

## Prijzen
- Cinemagiaprijs (1978) toegekend in 1979 door de Nederlandse Beroepsvereniging van Filmers (NBF)
- Pierre Bayle-prijs (1985)
- Gouden Kalf (filmprijs) (1989)[6]

## Overige bronnen
- Wallerarchief (EYE filmmuseum)
- Biografische aantekeningen bij het archief van Ellen en Gerry Waller, Filmmuseum, 2007
- Archief AVSV (Universiteit van Amsterdam)
- Delpher.nl Krantenarchief, zoek op Ellen Waller

- Biografisch Portaal: 41603796
- Gemeinsame Normdatei: 135914280
- International Standard Name Identifier: 0000 0000 5556 3768
- Library of Congress Control Number: nb2008018748
- Nederlandse Thesaurus van Auteursnamen: 136483011
- Virtual International Authority File: 26598959
- WorldCat: E39PBJhxrjMH6CTRPcCrMXWJjC